# Titidius albiscriptus
Titidius albiscriptus là một loài nhện trong họ Thomisidae.
Loài này thuộc chi Titidius. Titidius albiscriptus được Cândido Firmino de Mello-Leitão miêu tả năm 1941.